# Belagerung von Barcelona (1713)
Carpi – Chiari – Cremona – Kaiserswerth – Lüttich – Landau (I) – Luzzara   – Santa Marta – Cádiz – Venlo – Friedlingen – Vigo – Schmidmühlen – Bonn – Krottensee – Ekeren – Höchstädt – Landau (II) – Speyerbach – Schellenberg – Gibraltar – Höchstädt – Vélez-Málaga – Landau (III) – Marbella – Cassano – Barcelona – Sendlinger Mordweihnacht – Aidenbach – Calcinato – Ramillies – Turin – Castiglione – Santa Cruz de Tenerife – Almansa – Kap Béveziers – Toulon – Lizard Point – Lille – Oudenaarde – Gent – Malplaquet – Mons – Almenar – Saragossa – Syrakus – Villaviciosa – Rio de Janeiro – Denain – Landau (IV) – Barcelona – Freiburg
Die Belagerung von Barcelona war der letzte militärische Akt des Spanischen Erbfolgekrieges. Er fand nach dem Friedensschluss von Utrecht statt. Kriegsparteien waren einerseits katalanische Truppen, die die Herrschaft Philipps V. weiterhin nicht anerkannten, und andererseits französische sowie königlich spanische Truppen. Nach einer etwa einjährigen Blockade der Stadt begann im Juli 1714 die eigentliche Belagerung. Die Stadt fiel am 11. September 1714. Nach der Eroberung der Stadt wurde Katalonien fest in den spanischen Zentralstaat eingegliedert und alle regionalen Institutionen aufgehoben. Heute ist der Tag der Kapitulation der Stadt katalanischer Nationalfeiertag Diada Nacional de Catalunya und gilt vielen Katalanen aufgrund des Verlusts der regionalen Eigenständigkeit als nationaler Trauertag.

## Vorgeschichte
Nachdem der Habsburger Thronprätendent für den spanischen Königsthron, Karl VI., Kaiser des Heiligen Römischen Reiches geworden war, verlor er die Unterstützung der Engländer und Niederländer im Spanischen Erbfolgekrieg, da diese nicht an einer Vereinigung der Krone Spaniens mit der Krone des Heiligen Römischen Reiches in der Person eines einzigen Herrschers interessiert waren. Die Engländer zogen ihre Truppen 1712 aus Spanien ab. In der Folge kam es kaum noch zu Kämpfen auf dem spanischen Kriegsschauplatz. Nach dem Frieden von Utrecht von 1713 hatte Karl keine realen Chancen mehr, sich als König in Spanien durchzusetzen. Er zog daraufhin seine Truppen aus dem noch gehaltenen Katalonien ab. Obwohl mit dem Frieden die Anerkennung des französischen Thronkandidaten Philipp V. als König von Spanien verbunden war, beschlossen die katalanischen Stände, auch ohne Verbündete den Krieg fortzusetzen. Dabei ging es ihnen hauptsächlich um die Verteidigung ihrer Privilegien.

## Widerstandsbeschluss und Rüstungen
Die Stände setzten eine Junta ein. Sie beschlossen außerdem am 7. Juli 1713, eine eigene Armee aufzustellen. Diese bestand aus Freiwilligen, bisherigen Milizen, den so genannten Miquelets, und Angehörigen der bislang im Dienst Karls stehenden Regimenter. Die Junta erklärte im Namen Karls III. den Krieg zur Erhaltung der Freiheit wider den Herzog Philipp von Anjou. Die Truppen besetzten das Fort von Montjuïc in der Nähe der Stadt Barcelona. Eine nennenswerte Unterstützung durch Wien erfolgte nicht. Durch die Freigiebigkeit der Bevölkerung wurde Geld für die Rüstungen aufgetrieben. Die Stadt Barcelona rüstete allein 6000 erfahrene Veteranen aus. Durch zurückgelassene Pferde der Kaiserlichen konnten 4000 Kavalleristen ausgerüstet werden. Auch Artillerie war ausreichend vorhanden. Allein Barcelona wurde von 117 Kanonen und Mörsern verteidigt. Insgesamt betrug die Zahl der Verteidiger um die 16.000 Mann. 
Geleitet wurde die Verteidigung von Antonio de Villaroel. Eine wichtige Rolle spielte auch der Bürgermeister Rafael Casanova. An der Organisation der Verteidigung waren insbesondere die Gilden und der niedere Klerus stark beteiligt.
Gegen die Aufständischen wurde eine spanische Armee unter dem Generalkapitän für Katalonien, Restaino Cantelmo-Stuart, Herzog von Pepoli, aufgestellt. Ihre Zahl betrug Anfang kaum 14.000 Mann. Sie wurde aber bald durch französische Truppen verstärkt. Ende Juli 1713 trafen die Truppen in der Nähe von Barcelona ein. Die Junta wies die Aufforderung zur Unterwerfung zurück.

## Verlauf
Anfangs blockierte die französisch-spanische Armee die Stadt nur, weil sie für einen Angriff noch zu schwach war. Auch waren zunächst zu wenige Schiffe vorhanden, um auch den Seeweg zu blockieren. Dadurch konnten Lebensmittellieferungen in die Stadt gelangen. Während die Stimmung in der Stadt klar für den Widerstand war, war die Lage im übrigen Katalonien für die Aufständischen weniger günstig. Nur wenige Städte schlossen sich an und Aufstände der Bauern blieben weitgehend aus. Die meisten Städte wurden nach und nach von den Truppen Philipps besetzt. Die Insel Mallorca allerdings schloss sich den Aufständischen an. Im Laufe der Zeit wurde das Blockadegeschwader verstärkt, was die Versorgung der Stadt erschwerte.

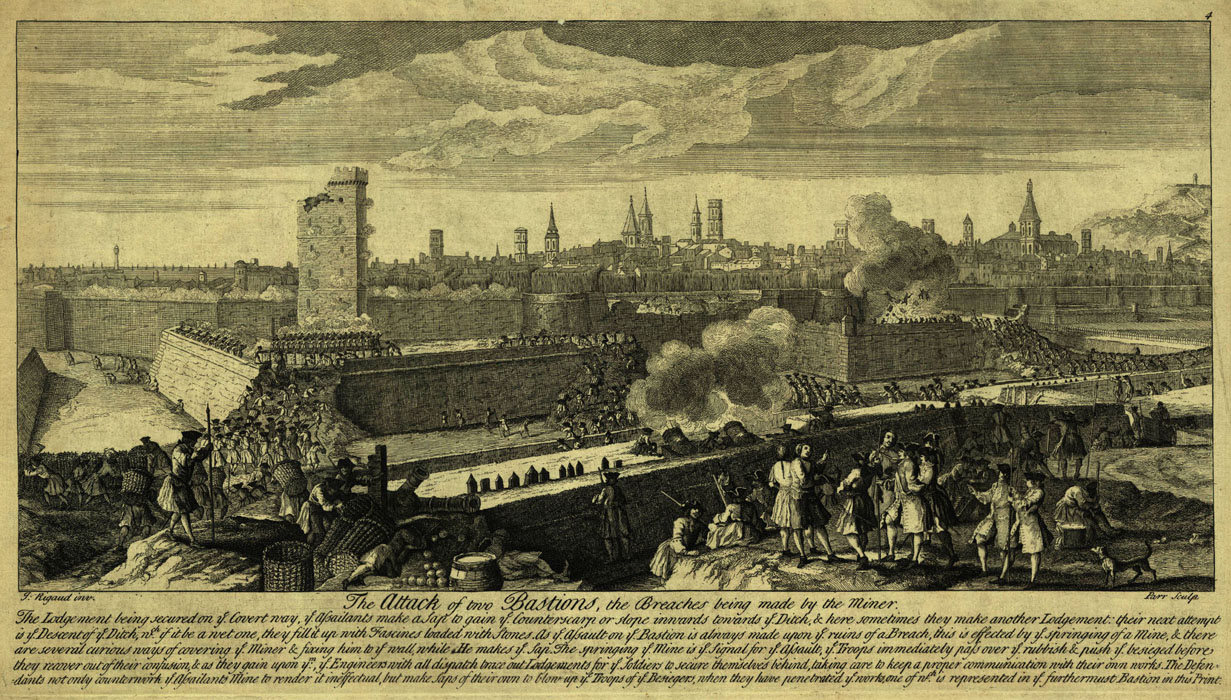
Angriff auf zwei Bastionen der Stadt

James Fitzjames, 1. Duke of Berwick-upon-Tweed übernahm 1714 das Kommando der auf 40.000 Mann verstärkten französisch-spanischen Truppen. Er kam im Juli 1714 vor Barcelona an. Die eigentliche Belagerung begann mit der Eröffnung der Laufgräben und der Beschießung der Stadt.  
Der Widerstand in der Stadt nahm dabei religiöse Züge an. Die Belagerten hofften auf ein Wunder. In den letzten Tagen der Belagerung wurde der Oberbefehl symbolisch auf die Jungfrau Maria übertragen. Das Wunder blieb aus.
Nachdem die Belagerer sieben Breschen in die Befestigung geschossen hatten, begann der Sturm auf die Stadt. Die Verteidiger zogen sich in die Neustadt zurück, sahen sich aber  am 13. September 1714 zur Kapitulation gezwungen. Ihnen wurde nach Zahlung einer Geldsumme zugesagt, dass die Stadt nicht geplündert werde.

## Folgen
Die Führer der Verteidiger galten als Aufständische; sie wurden inhaftiert oder hingerichtet. Die Stadt verlor ihre bisherigen Privilegien; die Regierung der Bourbonen verfolgte eine zentralisierende Politik wie sie auch von anderen nationalen Monarchien des Absolutismus erfolgt wurde.

## Rezeption
Der polnische Autor Jan Potocki behandelt die Belagerung von Barcelona in seinem Roman Die Handschrift von Saragossa. 

„Ich kann nicht begreifen, welche Tollheit sich der Köpfe der Katalonier bemächtigte; sie glaubten, ganz Europa die Stirn bieten zu können.“

Der Roman Der Untergang Barcelonas (Victus. Barcelona 1714, 2012) des spanischen Schriftstellers Albert Sánchez Piñol behandelt ebenfalls ausführlich die Ereignisse um die Belagerung 1713, 1714.